# Hostěnické propadání
Hostěnické propadání je propadání Hostěnického potoka, které se nachází asi 500 metrů západně od vesnice Hostěnice. Původně zde byl lom, ve kterém se při lámání otevřel jícen komína, vedoucího do nitra skály. Speleolog Martin Kříž tuto propástku popsal ve svém Průvodci. Po povodních v letech 1879, 1883 a 1890, kdy došlo k zanesení starého propadání, se zde začala ztrácet voda a Hostěnický potok se přesměroval sem. Roku 1911 se podařilo jeskyňářům odvést vody do geologicky staršího propadání, čímž bylo zmenšeno nebezpečí záplav v Ochozské jeskyni. Tok Hostěnického potoka tedy pokračuje do Ochozské jeskyně, poté se vlévá do Říčky.